# منتخب المجر للباندي للسيدات
منتخب المجر الوطني للباندي للسيدات هو ممثل المجر الرسمي في المنافسات الدولية في الباندي للسيدات.